# Philippe Ménoret
Philippe Ménoret, né en 1850 à Saint-Étienne-de-Montluc et mort assassiné en janvier 1876 dans le Sahara, est un missionnaire français. 

## Biographie
Père blanc du diocèse de Nantes, il avait reçu de Charles Lavigerie la mission de rejoindre Tombouctou. Il est tué avec les pères Alfred Paulmier et Pierre Bouchand après le passage d'In-Câlah dans le Sahara.
Jules Verne évoque la mort des trois religieux dans son roman Mathias Sandorf (partie 5, chapitre IV).